# 이치노토리이역
이치노토리이역(일본어: 一の鳥居駅, いちのとりいえき)은 일본 효고현 가와니시시에 있는 노세 전철 묘켄 선의 역이다. "오사카 아오야마 역사 문학 박물관 앞"이라는 부역명이 병기되어 있다. 역 번호는 NS08이다.

## 역사
- 1913년 4월 13일: 이치노토리이 역(一ノ鳥居駅)으로 영업 개시, 당시에는 종착역이었음.
- 1923년 11월 3일: 당역 ~ 묘켄 역(현, 묘켄구치 역)까지 연장되어 중간역이 됨.
- 1973년 4월 1일: 국도 제173호선의 확장으로 히라노 ~ 당역 구간의 시오카와 터널 경유로 급격히 바뀐 것에 따라 현재 위치로 이전, 이치노토리이 역(一の鳥居駅)으로 역명 변경.
- 1977년 4월 24일: 히라노 ~ 야마시타 역간 복선화에 따라, 2면 2선화.

## 역 구조
상대식 승강장 2면 2선의 지상역이다. 개찰은 남단부의 육교 밑에 있고. 개찰구에서 승강장 사이에는 계단만 설치되어 엘리베이터 등이 없고 배리어 프리화 이루어지지 않았다. 화장실은 개찰의 바로 안쪽에 남녀별의 것이 설치되어 있다. 승강장은 6편성까지 입선 가능하지만 현재는 4편성의 열차 밖에 운행되지 않았다.(8편성의 특급 "닛세이 익스프레스"는 통과)

## 역 주변
- 국도 제173호선
- 국도 제477호선
- 오사카 아오야마 대학・오사카 아오야마 단기대학 호쿠셋쓰 캠퍼스
  - 역사 문학 박물관(외관은 4층 성곽 형식)

## 인접역
| 노세 전철 ■ 묘켄 선     | 노세 전철 ■ 묘켄 선 | 노세 전철 ■ 묘켄 선       |
| ----------------------- | ------------------- | ------------------------- |
| NS07 히라노 우메다 방면 | ■ 보통              | 우네노 NS09 묘켄구치 방면 |